# Mir Sultan Khan
Mir Sultan Khan (ur. 1905 w Mittha, zm. 25 kwietnia 1966 w Sargodha) – indyjski szachista, na przełomie lat 20. i 30. XX wieku najsilniejszy szachista Azji i jeden z czołowych zawodników świata.

## Życiorys
Urodzony w Indiach (w części obecnie znajdującej się w Pakistanie) pojawił się w Londynie w 1929 roku i pozostał w Europie przez niecałe cztery lata. W tym czasie trzykrotnie zdobył tytuł mistrza Wielkiej Brytanii w 1929, 1932 i 1933 roku i reprezentował Anglię na trzech olimpiadach szachowych w 1930, 1931 i 1933 roku.
W ciągu swojego krótkiego pobytu w Europie Sultan Khan awansował do szachowej elity, grając z najsilniejszymi szachistami świata Aleksandrem Alechinem, Jose Raulem Capablancą, Maksem Euwem i Akibą Rubinsteinem. Najsłynniejszym jego sukcesem była wygrana partia z byłym mistrzem świata Capablancą na turnieju w Hastings w 1930 roku.
Według retrospektywnego systemu Chessmetrics, najwyżej sklasyfikowany był w maju 1933 r., zajmował wówczas 6. miejsce na świecie